# Fredolino Kuerten
Fredolino Augusto Kuerten (Braço do Norte, 11 de outubro de 1914 — Braço do Norte, 19 de março de 1989) foi um político e industrial brasileiro.

## Vida
Filho de Augusto Kuerten e de Gertrudes Kuerten, irmão de Frederico Kuerten. Casou com Alba Thiesen Kuerten. Deste consórcio nasceu, entre outros, Luiz Kuerten.

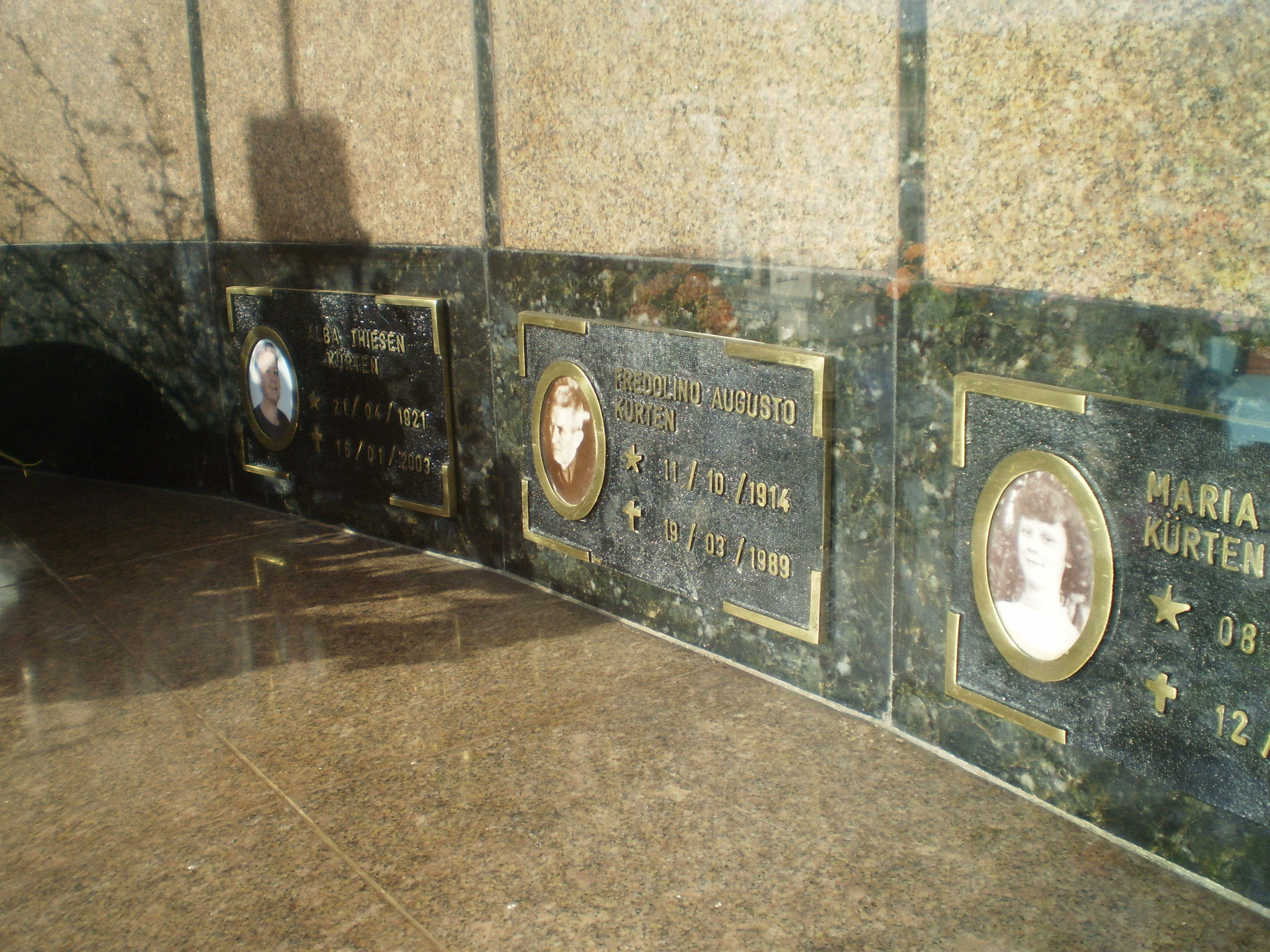
Sepulcro familiar, Cemitério Municipal de Braço do Norte

Fez seus estudos preparatórios no Grupo Escolar Dom Joaquim Domingues de Oliveira, quando este ainda era localizado na Praça Padre Roer.

## Carreira
Filiado à União Democrática Nacional (UDN), foi o primeiro prefeito municipal eleito de Braço do Norte, ocasião na qual o município foi emancipado de Tubarão, permanecendo no cargo de 5 de agosto de 1956 a 5 de agosto a 1961. Foi eleito prefeito municipal pela segunda vez, cargo que exerceu de 31 de janeiro de 1966 a 31 de janeiro de 1970.
Foi vereador de Braço do Norte na 3ª legislatura (1965 — 1969).
Iniciou o calçamento com paralelepípedos, na Praça Padre Roer.
Foi sepultado no Cemitério Municipal de Braço do Norte.